# 超越标准模型的物理学
超越标准模型的物理学（英語：Physics beyond the Standard Model，缩写为BSM）是为了弥补标准模型的不足而进行的物理学研究。标准模型不能解释的现象包括质量的形成机制、强CP问题、中微子振荡、重子不对称性以及暗物质和暗能量的性质。而标准模型自身的数学理论架构也存在着的问题：标准模型与由广义相对论得到的理论模型并不兼容，以致在特定条件下，如大爆炸以及黑洞事件视界这样的时空奇点，两个模型中的其中一个甚或是两者全体会失效。
为超越标准模型已做的理论探索包括通过超对称性对标准模型进行扩展以及构造像超弦理论、M理论以及扩展维度这样全新的理论。这些理论会重构目前现象的完备性，也就是说会出现现有理论所不能预测的现象。因而它们之中到底哪个是“正确”的，或者说是迈向万有理论的“最好的一步”，只能通过实验得到答案。它们也因此成为了目前理论物理学以及实验物理学最为活跃的研究领域之一。

## 标准模型存在的问题

基本粒子的质量
----
大于80 GeV/c^{2}
1-5 GeV/c^{2}
90-110 MeV/c^{2}
小于16 MeV/c^{2}
质量为零

标准模型尽管是目前最为成功的粒子物理学理论，但是仍存在理论瑕疵。理论物理学家已经发表了大量有关“超越标准模型”的新物理学理论的文献。这些理论旨在对标准模型进行细致入微的修正，以令其与目前和其存在冲突的实验数据一致，并通过传达其存在的不足之处，来预测在未来实验中可能存在的与之相违的实验结果。

### 不能解释的现象
标准模型本身并非完备的理论，因而有一些基本物理现象从本质上不能从标准模型得到充分解释。这些现象包括：
- 引力：标准模型并不能描述万有引力相互作用。单纯地引入目前尚未发现的引力子并不能令标准模型在未进行修正的条件下与实验观察到的现象相符。而引力子的性质令许多物理学家怀疑它是否真正存在。另外，许多物理学家认为标准模型并不能与目前描述引力最为成功的广义相对论兼容。[3][4]
- 暗物质和暗能量：科学家从宇宙学的观测结果中得知标准模型只能描述宇宙中占5%的组分的物质和能量。其余组分中，占大约26%的是暗物质。其与我们目前所能认知的物质性质相似，但其与标准模型中的场的相互作用非常微弱，而标准模型中的基本粒子都不太可能是暗物质的组分。其余占69%的是暗能量。它是宇宙这个准真空空间中所充满的总量几乎不会发生改变的能量。依据标准模型中“真空能量”这一概念去推算的暗能量总量与实际量会相差120个数量级。[5]
- 中微子质量非零：依据标准模型，中微子是质量为零的粒子。然而，有关中微子振荡的研究显示中微子的质量实际上并不为零。这一矛盾可以通过对标准模型进行小的调整——即修正中微子的质量值——来解决。但这种解决方式会导致新的理论疑难，比如中微子的质量的值需要非常的小以及中微子的能量形成机制是否与标准模型中其他基本粒子一致。
- 物质与反物质并不对称：宇宙几乎都是由物质构成的。标准模型预测宇宙在产生之初如果不存在物质与反物质的不对称的话，那么它们就会一直保持完全或者几乎完全一致。并且标准模型中也没有机制能够解释目前实验中发现的这种不对称现象。

### 不能解释的实验结果
目前在5σ水平，尚没有被物理学家广泛接受的与标准模型抵触的实验结果。5σ这一数值在粒子物理学领域通常被相关研究者认为是实验结果足以成为一个“新发现”的阈值。但由于每一个实验都存在统计上的以及系统的不确定度，并且理论预测值受限于标准模型中基本常数的不确定度大多也不是那么准确，因而在几百个实验结果中会有一些背离标准模型，尽管相关研究人员从中并没有发现“新的”物理原理。
在某些时候，还是会有与标准模型预测大相径庭的实验结果出现，尽管其中大多数会随着收集到的数据而被物理学家发现只是统计上的偶然情况或是实验误差。而“超越标准模型”的物理理论出现的前提正是与标准模型理论预测大相径庭的实验数据。每当这样的数据出现时，物理学家需要去判定这些数据到底是偶然情况或实验误差，还是真正打开新的物理理论大门的钥匙。许多出现多次的实验现象仍然可能仅仅是由于实验操作不当或是实验精度不够。实验物理学家逐渐地变得对于可能标志着新理论产生的数据十分敏感。
以下是一些为物理学家们熟知的这样的实验结果：
- μ氢原子：标准模型可以基于一般氢原子[c]和μ氢原子[d]的原子半径进行精准的理论预测。然而μ氢原子半径的测量结果却与利用物理学常数通过标准模型推定的结果差别很大[e]。[6]较早的结果之间相差不大[f]的实验的精度受到了质疑。而且目前尚没有一个理论能充分解释这一差别的存在。这两点使得物理学家踌躇于是将这一结果视为确实与标准模型抵触[g]还是去寻找实验中还未找到的误差来源。
- BaBar实验中暗示标准模型可能存在纰漏的实验数据：相关研究人员由BaBar实验的得到的结果中发现了标准模型之外的一种粒子衰变反应：
B
 + 
B
 → 
D∗
 + 
τ−
 + 
ν
τ。在这一反应中，正电子和电子先发生碰撞形成一个B介子和一个反B介子。它们随后会衰变生成一个D介子、一个τ子以及几个反中微子。尽管这一实验的信度水平只有3.4σ，不足以宣布标准模型存在纰漏，但其结果是标准模型可能存在遗漏的标志，并且可能会影响到现有理论。其中就包括了用以推断希格斯玻色子性质的理论。[7]2015年，LHCb研究组报告信度增加了2.1σ[8]。
- 质子半径：利用电子测量的质子半径会与利用μ子测量的结果不同[9]。

### 未观测到的理论预测
物理学家已经通过粒子对撞机观测到了标准模型中的所有基本粒子。用以解释标准模型中希格斯机制的希格斯玻色子也在2012年7月4日由CERN的科学家通过大型强子对撞机发现了。他们发现希格斯玻色子的质量大致为126 GeV/c2。希格斯玻色子最终在2013年3月14日确认存在。但标准模型预测它所具有的性质仍在一一确认中。
标准模型预测的一些强子仍未明确观测到。这些强子只能在甚低频的甚高能环境下生成。而由胶子组成的“胶球”也未明确观测到。一些标准模型预测的低频的粒子衰变由于尚没有足够的数据也未确认存在。

### 相关理论存在的问题
标准模型的一些性质具有特设性。这虽不是标准模型本身的问题，但这意味着物理学家对于相关理论仍知之甚少。这些特设性质推动理论物理学家寻找含参量更少的基础理论。这些性质包括：
- 级列问题（英语：Hierarchy problem）：标准模型中的粒子质量是通过希格斯机制中的自发对称性破缺过程引入的。在标准模型中，希格斯质量由于虚粒子[j]的存在需要进行较大的量子修正。这些修正项会比实际的希格斯质量要大得多。这意味着希格斯机制中的裸质量（英语：bare mass）参数必须进行微调（英语：fine-tuning）以避免这种修正。但微调的程度在许多理论物理学家看來并不自然（英语：naturalness (physics)）。
- 参数数量：标准模型需要19个参数。他们的数值是从实验中得到的，但物理学家仍不知道从理论上如何推算它们的数值。一些理论物理学家尝试去寻找参数间的联系，比如不同代的粒子质量间的关系。
- 量子平凡性（英语：Quantum triviality）：这一性质的存在意味着不能创造一个包含标量性的希格斯粒子而又自洽的量子场论。
- 强CP问题：理论上，在强相互作用时，会存在与物质、反物质有关的CP破坏项。但尚没有实验观测到这一现象。物理学家设定这一项的系数的值趋近于零。但这种设定并不自然。

## 大统一理论
标准模型有三种规范不变性：色荷SU(3)、弱同位旋SU(2)以及弱超荷U(1)。它们分别对应三种基本力。由于重整化，这几种不变性的耦合常数取值会随能量而变化。在1016 GeV左右，这些耦合会大致相等。这导致物理学家推测在能量大于这一数值时，这三种规范不变性能够统一为一个单群，并只有一个耦合常数。能量低于这一数值时，这一统一的规范不变性会发生自发破缺为标准模型中的三种规范不变性。物理学家通常选择五维的特殊酉群SU(5)以及十维的特殊正交群SO(10)来描述统一后的规范不变性。
大统一理论就是能通过这种方式统一标准模型中规范不变性的理论。大统一能量会破坏统一的规范不变性。物理学家据大统一理论推测早期宇宙中存在磁单极子以及质子的不稳定性。但这些现象都没有被观测过。这种观测结果的缺虞也导致现在可能的大统一理论存在局限。

## 超对称性
超对称性对于标准模型的扩充是通过为场论分析用到的拉格朗日量添加对称性实现的。这些对称性会产生费米子与玻色子之间的交换，进而产生包括像超轻子、超夸克、超中性子、超带电子这样的超对称粒子。这些粒子依据标准模型都会有一个与一般粒子自旋角动量差1/2的超伴子。由于超对称性破缺，超粒子的质量会比一般粒子的质量大得多，以致现有的粒子对撞机所产生的能量不足以生成它们。

## 中微子
在标准模型中，中微子质量为零。这是由于在标准模型中，中微子只能是左旋的。由于不存在合适的右旋的中微子，因而不能在标准模型中添加重整质量项。但实验观测结果显示中微子的味量子数会自发地发生振荡。而这种振荡需要中微子质量非零。目前实验观测的结果只能给出不同味的中微子的质量的相对关系。目前对于中微子间绝对质量之间约束的最好的测量结果来自对于氚衰变的精准观测。这一观测给出中微子的质量上限为2 eV。这一数值比其他标准模型中的粒子的质量小了至少5个数量级。为了解释中微子为什么具有质量且质量是如此之小，物理学家需要对于标准模型进行扩展。
翘翘板机制是解释中微子质量的途径之一。它是通过添加右旋中微子来使左旋的中微子具有狄拉克方程中的质量项。在这一理论中，右旋的中微子是惰性的，不会参与任何标准模型中的相互作用。由于是电中性的，右旋的中微子会是它自己的反粒子，并有一个马约拉纳质量项。正如其他具有狄拉克质量项的标准模型粒子，中微子的质量是通过希格斯机制生成的，因而也是不可理论预测的。标准模型费米子质量之间存在很大不同，可能会跨几个数量级。狄拉克中微子的质量也具有相同的不确定度。另外，右旋中微子的马约拉纳质量是不能通过希格斯机制生成的。物理学家觉得它会处于标准模型范畴外的像普朗克尺度这样的尺度内。因而右旋中微子参与的过程都被严格限制在低能条件下。由于这一限制而进行的修正会令左旋中微子的质量与右旋中微子的质量形成巨大的反差，就像翘翘板一样。质量非常大的右旋中微子能够解释为什么左旋中微子质量会如此之小以及实验中为什么难以观测右旋中微子。然而由于狄拉克中微子质量存在的不确定度，右旋中微子的质量的取值也相应存在巨大的不确定性。它的质量有可能只在keV量级。这会令它成为一种暗物质。它的质量也可能达到大型强子对撞机能量上限的那个量级。这会导致可观测的违反轻子数守恒的现象出现。它的质量也可能处于大统一理论尺度附近。这会令右旋中微子成为大统一理论实现的可能途径之一。
中微子的质量项会出现不同代中微子质量的混合。这一混合可以通过类比于夸克混合的CKM矩阵的PMNS矩阵表示。然而与夸克混合趋向最小的情况不同，中微子的混合趋向于最大。因而对于这种混合形式的解释需要对于不同代间中微子的对称性进行多种假设。混合矩阵还会产生多种破坏CP共变性的复杂相。但是尚没有实验探测到这些相。这些相还会导致早期宇宙经过了轻子产生过程而令当时的轻子比反轻子多得多。这一不对称在下一阶段会令重子相对于反重子变多。这可以解释目前宇宙中存在的物质与反物质之间存在的不对称。
考虑到早期宇宙的大尺度星体产生过程，中微子质量很小的这一点与暗物质的观测结果抵触。对于星体形成过程的模拟显示暗物质的温度非常高。但像我们所处的银河系这样的星体在生成时需要的是冷暗物质。由这一模拟结果物理学家得到中微子最有可能是目前暗物质缺失的那一部分。质量非常大的惰性右旋中微子也非常可能是大质量弱相互作用粒子。

## 先子模型
为解释夸克和轻子为什么会分成三代，物理学家提出了先子模型。在先子模型中，物理学家提出了一些能够组合成标准模型中夸克和轻子的新的粒子的理论模型。哈拉里—修普先子模型是最早的先子模型之一。但到目前为止，尚没有一个先子模型得到广泛认可以及充分验证。

## 万有理论

### 万有理论
理论物理学家一直试图找到能解释一切已知现象和它们之间联系的万能的物理理论:340。并且他们希望这种理论能预测原则上能进行的一切实验的结果。从实际操作的角度上说，实现这一目标实质上就是去发展能够统一标准模型和广义相对论的量子引力理论。另外，这一理论还应该能克服两者存在的概念上的纰漏以及能精准预测粒子的质量。而物理学家发展这种理论不仅遇到概念上的困难，还要满足实验方面对于高能的需求。这些能量对于探测外部领域至关重要。
超对称性、弦理论以及圈量子引力就是物理学家在这一方向所做的理论探索。

### 弦论
为了修正标准模型存在的一系列的问题，物理学家试图对于标准模型进行扩充、修订、替换以及重组。弦论就是这些理论探索的其中一个方向。许多理论物理学家也将其视为迈向真正的万有理论的下一步。另一些物理学家则认为以圈量子引力为代表的量子引力理论会是有望实现在数学上统合量子场论与广义相对论的途径。它对于现有理论的变革并不是那么激烈。然而近期的研究结果显示量子引力理论关于光速假定存在的现象存在很大的局限性。另外也存在与现行量子引力模型存在抵触的观测结果。
在弦论的众多变体中，在1995年弦理论研讨会上首次发表的M理论被布莱恩·葛林以及斯蒂芬·霍金等理论物理学家认为最有可能成为万有理论。尽管对于其的数学表述尚未完成，但特定条件下该理论的解是存在的。麗莎·藍道爾等理论物理学家近期又提出了其他会比M理论更容易验证的弦理论变体，如卡拉比－丘流形以及拓展维度等等。

## 延伸阅读
- Lisa Randall. . HarperCollins. 2005. ISBN 0-06-053108-8.